# کارگولوکس ایتالیا
کارگولوکس ایتالیا (به انگلیسی: Cargolux Italia) یک شرکت هواپیمایی با کد یاتا C8 است که در ۱ دسامبر ۲۰۰۸ میلادی تأسیس شده و در ۱ ژوئن ۲۰۰۹ فعالیتش را آغاز کرده‌است. قطب کارگولوکس ایتالیا در فرودگاه ان دیلی قرار دارد.